# Théophile de Bock

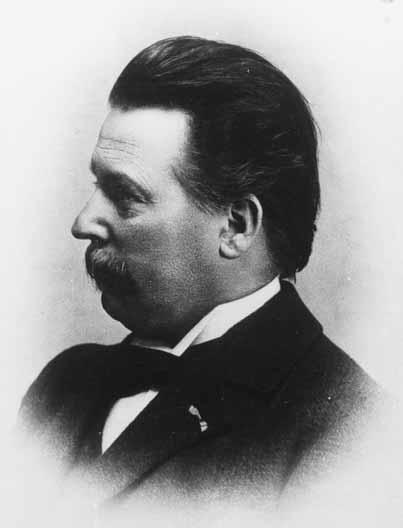
Théophile de Bock (ca. 1886)

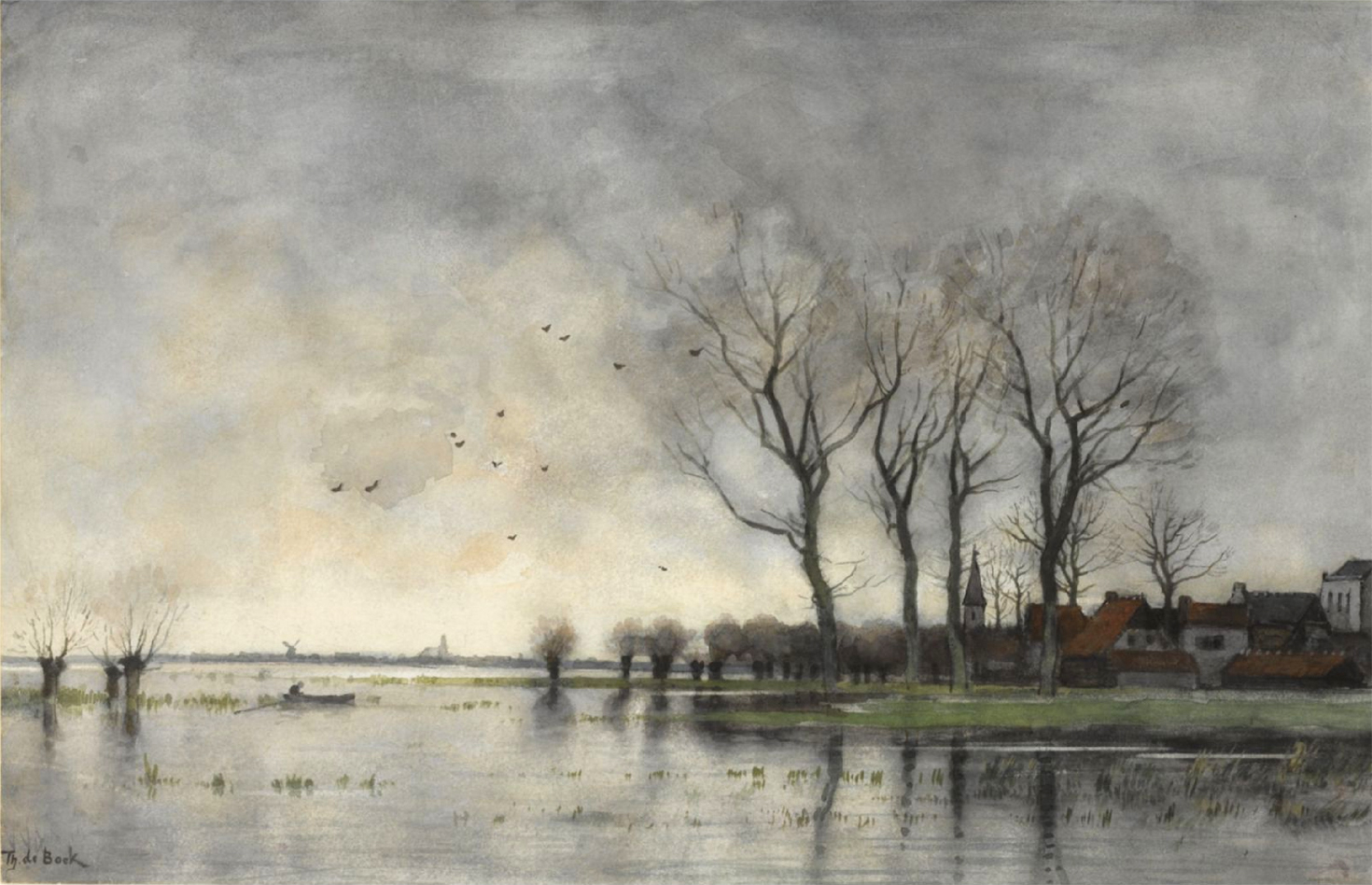
Eine Stadt am Vechtufer

Théophile Emile Achille de Bock (* 14. Januar 1851 in Den Haag; † 22. November 1904 in Haarlem) war ein niederländischer Landschaftsmaler, Zeichner, Aquarellist, Radierer und Lithograf. Er wird der Zweiten Generation der Haager Schule zugerechnet.
De Bock begann seine Tätigkeit als Angestellter bei der Niederländischen Eisenbahngesellschaft, wandte sich dann aber ganz der Malerei zu. Er bildete sich in Den Haag bei den Landschaftsmalern Jan Willem van Borselen, Johan Hendrik Weissenbruch und Jacob Maris, sowie wahrscheinlich bei Willem Maris.
Ab dem Jahr 1880 besuchte De Bock mehrmals Paris und die Künstlerkolonie Barbizon.
1881 wirkte er bei der Panorama Mesdag von Hendrik Willem Mesdag mit, wo er Himmel und Dünen malte. Um 1880 arbeitete er viel in Scheveningen und in der Gegend von Loosduinen. Im Herbst 1885 ging er zum ersten Mal nach der Provinz Drente, und als er im folgenden Sommer dorthin zurückkehrte, nahm er Isaac Israëls mit. 
Seine fast menschenleeren Landschaftsgemälde zeichnen sich durch einen fast monochromen Kolorit aus. 
Auf Initiative von De Bock wurde der „Haager Kunstzirkel“ als Alternative zum „Pulchri Studio“ gegründet. 